# H2 (manga)
H2 è un manga disegnato da Mitsuru Adachi adattato in un anime di 41 episodi. Tema portante della serie, come in molte altre serie di Adachi, sono i sentimenti di alcuni studenti, sullo sfondo del campionato di baseball scolastico.
Il manga è stato adattato in italiano per opera della Star Comics, mentre l'anime  è tutt'ora inedito.
Nel 2005 è stato trasposto in una serie live action (dorama) in 11 puntate diretta da Yukihiko Tsutsumi.

## Trama
Hiro ha una grandissima passione per il baseball e ai tempi delle scuole medie era anche diventato abbastanza famoso. Ma a causa di un infortunio è costretto ad abbandonare questo sport ed iscriversi ad una scuola, il Senkawa, dove non esiste un club di baseball separando così la propria strada da quella dell'inseparabile amico/compagno Hideo, che invece sceglie l'istituto Meiwa, celebre proprio per la propria tradizione nel baseball. Facendo questa scelta, Hiro lascia campo aperto ad Hideo di intrecciare una relazione sentimentale con la bella Hikari, di cui erano entrambi innamorati. Hiro al Senkawa si iscrive al club di calcio ma conosce la simpatica Haruka che lo vorrebbe per il suo club non ufficiale di baseball. Nonostante le iniziali perplessità e dopo un controllo medico più approfondito, che gli danno certezza che non esiste alcun motivo per cui debba smettere di giocare a baseball, Hiro si unisce al club e si batte per farlo riconoscere come ufficiale. Adesso Hiro e l'amico Hideo saranno costretti ad affrontarsi se aspirano entrambi al Kōshien.

## Personaggi
- Hiro Kunimi

Doppiato da Shinnosuke Furumoto
È un normale ragazzo delle scuole superiori, reso speciale dalla propria passione e dal grande talento per il baseball. Alle medie è stato un piccolo campioncino, insieme al suo miglior amico di sempre Hideo Tachibana.
- Hideo Tachibana

Doppiato da Mitsuru Miyamoto
Miglior amico di Hiro e fidanzato di Hikari. Anche lui, come Hiro, ha una fortissima passione per lo sport. Fa parte della squadra del Meiwa nella posizione di battitore.
- Hikari Amamiya

Doppiata da Keiko Imamura
Amica di infanzia di Hiro e attuale fidanzata di Hideo. È stata da sempre spettatrice e sostenitrice accanita delle imprese di Hiro e Hideo. Attualmente è iscritta al Meiwa.
- Haruka Koga

Doppiata da Masami Suzuki
È una ragazza carina e simpatica, anche se è una vera pasticciona. È la manager della squadra del liceo Senkawa.

## Episodi
| Nº | Titolo italiano Giapponese 「Kanji」 - Rōmaji                                                                                      | In onda           | In onda |
| Nº | Titolo italiano Giapponese 「Kanji」 - Rōmaji                                                                                      | Giapponese        |         |
| 1  | Youth is Baseball 「青春=（イコール）野球ですか」 - seishun = (ikoru) yakyū desuka                                                 | 1º giugno 1995    |         |
| 2  | The Target is Ryougoku Skills Center! 「めざせ両国国技館」 - mezase ryōgokukokugikan                                               | 8 giugno 1995     |         |
| 3  | The Soccer Club 「おいおいサッカー部」 - oioi sakka bu                                                                             | 15 giugno 1995    |         |
| 4  | Baseball is Different 「野球だけは別だった」 - yakyū dakeha betsu datta                                                            | 22 giugno 1995    |         |
| 5  | Should I Fill Out the Application Form? 「入会届が必要ですか？」 - nyūkai todoke ga hitsuyō desuka?                                | 29 giugno 1995    |         |
| 6  | This is Kunimi Hiro 「これが国見比呂だ！」 - korega kunimi hiro da!                                                                | 6 luglio 1995     |         |
| 7  | Quitting the Baseball Fanclub 「愛好会、やめますか？」 - aikōkai, yamemasuka?                                                      | 13 luglio 1995    |         |
| 8  | Glass Elbow 「ガラスのヒジだってさ」 - garasu no hiji dattesa                                                                      | 20 luglio 1995    |         |
| 9  | Maybe Gods Want To Watch 「神様が見たかったんだろ」 - kamisama ga mita kattandaro                                                  | 27 luglio 1995    |         |
| 10 | Unrealistic Opening 「いやな展開だな…」 - iyana tenkai dana...                                                                     | 3 agosto 1995     |         |
| 11 | Defeat Meiwa High 「打倒！明和第一」 - datō! mei wa daiichi                                                                        | 10 agosto 1995    |         |
| 12 | No Fortune In Lots 「クジ運ないのかな」 - kuji hakona inokana                                                                      | 17 agosto 1995    |         |
| 13 | Friends Will Understand 「友達ならわかるよね」 - tomodachi narawakaruyone                                                          | 24 agosto 1995    |         |
| 14 | The Substitute Team 「二軍が出てきたぜ」 - nigun ga dete kitaze                                                                    | 31 agosto 1995    |         |
| 15 | Ain't It Cool 「けっこうカッコいいだろ」 - kekkō kakko iidaro                                                                      | 7 settembre 1995  |         |
| 16 | This Time I Won't Slip 「今度はハズレじゃないわよ」 - kondo ha hazure janaiwayo                                                    | 14 settembre 1995 |         |
| 17 | Hiro Injured!? What will the fate of the baseball fanclub be? 「比呂負傷!?どうする野球愛好会」 - hiro fushō!? dōsuru yakyū aikōkai | 21 settembre 1995 |         |
| 18 | Intense 9th inning, Hiro is the batter 「熱戦九回裏！バッターは国見…」 - nessen kyū kai ura! batta ha kunimi...                    | 5 ottobre 1995    |         |
| 19 | Conversion: The Baseball Department Established 「（大逆転！千川野球部誕生？）」 - (daigyakuten! sen kawano tama bu tanjō?)        | 5 ottobre 1995    |         |
| 20 | Hiro VS. Running 「追跡！比呂VS春華」 - tsuiseki! hiro vs haru hana                                                                | 19 ottobre 1995   |         |
| 21 | Haruko, Hikari, and Hiro's Relationship 「春華とひかりと比呂の海」 - haru hana tohikarito hiro no umi                              | 26 ottobre 1995   |         |
| 22 | Replacement Date, Spending the Night Outside 「代打デート・帰れない二人」 - daida deto. kaere nai futari                           | 2 novembre 1995   |         |
| 23 | Alone Together, Sleepless Night 「眠れないよ…二人だけの夜」 - nemure naiyo... futari dakeno yoru                                   | 9 novembre 1995   |         |
| 24 | This Summer Is Like a Firework 「それぞれの夏・花火のように」 - sorezoreno natsu. hanabi noyōni                                    | 16 novembre 1995  |         |
| 25 | Coach Promises, I am Koga Fuji 「監督決定！私が古賀富士夫です」 - kantoku kettei! watashi ga koga fujio desu                       | 23 novembre 1995  |         |
| 26 | Goodbye Seniors, A Tear-Jerking Farewell Game 「サヨナラ先輩！涙の壮行試合」 - sayonara senpai! namida no sōkō shiai               | 30 novembre 1995  |         |
| 27 | Hideo's Dream Home Run 「ヒデちゃん幻のホームラン」 - hide chan maboroshi no homuran                                               | 7 dicembre 1995   |         |
| 28 | Anniversary Match! A Bunch of Dangerous People 「記念試合！危ない奴らがやって来た」 - kinen shiai! abuna i yatsu ragayatte kita    | 14 dicembre 1995  |         |
| 29 | Hikari's Danger, Syuuji's Trap 「ひかりピンチ！周二の罠!?」 - hikari pinchi! shūji no wana!?                                       | 21 dicembre 1995  |         |
| 30 | Hikari's Lies, Hiro's Tears 「ひかりのウソ比呂の涙」 - hikarino uso hiro no namida                                                 | 11 gennaio 1996   |         |
| 31 | The New Opponent, Eikyou's Kouda 「新たなる好敵手（ライバル）！栄京・広田」 - arata naru kōtekishu (raibaru)! sakae kyō. hirota    | 18 gennaio 1996   |         |
| 32 | Genius Batter Hideo, The Impressive Bat 「天才・橘気迫のバッターボックス」 - tensai. tachibana kihaku no battabokkusu              | 25 gennaio 1996   |         |
| 33 | Senkawa Festival, Welcoming Eikyou College 「千川祭歓迎！栄京学園さま」 - sen kawa matsuri kangei! sakae kyō gakuen sama           | 1º febbraio 1996  |         |
| 34 | A Serious Game 「真剣勝負は嫌いじゃないさ」 - shinkenshōbu ha kirai janaisa                                                        | 8 febbraio 1996   |         |
| 35 | Want me to Warn for 3 Strikes? 「予告三振しろってか？」 - yokoku sanshin shirotteka?                                               | 22 febbraio 1996  |         |
| 36 | My Scorebook is 3 to 1 「俺のスコアブックは３対１さ」 - ore no sukoabukku ha 3 tsui 1 sa                                           | 29 febbraio 1996  |         |
| 37 | The Waiting In the Cardboard Box 「クシュン！ダンボールの中の待ちぼうけ」 - kushun! danboru no nakano machibōke                    | 7 marzo 1996      |         |
| 38 | My first date! Best Regards in the Future 「初デート！これからもよろしく」 - hatsu deto! korekaramoyoroshiku                       | 14 marzo 1996     |         |
| 39 | The Psychological Barrier Unable to Clear 「心のギブスがとれてねえぞ」 - kokoro no gibusu gatoreteneezo                            | - non trasmesso - |         |
| 40 | A Dream that will never Change 「いつまでも変わらない夢」 - itsumademo kawa ranai yume                                             | - non trasmesso - |         |
| 41 | The Summer's Oath, A Brand New Start 「夏への誓いここからスタート！」 - natsu heno chikai kokokara sutato!                         | 21 marzo 1996     |         |

## Colonna sonora
Sigle di apertura
- "Niji no Grand Slam" cantata da Toshinobu Kubota (eps 1-22)
- "Back to the Ground" cantata da Hitofumi Ujima (eps 23-41)

Sigle di chiusura
- "Futari ni kaerō" cantata da Yui Nishiwaki (eps 1-22)
- "Zettai aete yokatta" cantata da Maki Yoshimura (eps 23-41)

## Accoglienza
Nel sondaggio Manga Sōsenkyo 2021 indetto da TV Asahi, 150 000 persone hanno votato la loro top 100 delle serie manga e H2 si è classificata al 72º posto.